# Brighton & Hove Albion F.C.
Brighton & Hove Albion Football Club er en engelsk fodboldklub fra byen Brighton & Hove. Klubben spiller i Premier League.

## Nuværende Spillertrup
Oversigten er opdateret til og med 3. februar 2025
| Nr. | Land      | Position | Spiller              |
| --- | --------- | -------- | -------------------- |
| 1   | Holland   | MM       | Bart Verbruggen      |
| 2   | Ghana     | FO       | Tariq Lamptey        |
| 3   | Brasilien | FO       | Igor Julio           |
| 4   | England   | FO       | Adam Webster         |
| 5   | England   | FO       | Lewis Dunk (Anfører) |
| 6   | England   | MI       | James Milner         |
| 7   | England   | MI       | Solly March          |
| 8   | Tyskland  | MI       | Brajan Gruda         |
| 9   | Brasilien | AN       | João Pedro           |
| 14  | Frankrig  | AN       | Georginio Rutter     |
| 16  | Irland    | FO       | Eiran Cashin         |
| 17  | Gambia    | MI       | Yankuba Minteh       |
| 18  | England   | AN       | Danny Welbeck        |

| Nr. | Land     | Position | Spiller            |
| --- | -------- | -------- | ------------------ |
| 20  | Cameroun | MI       | Carlos Baleba      |
| 22  | Japan    | MI       | Kaoru Mitoma       |
| 23  | England  | MM       | Jason Steele       |
| 24  | Tyrkiet  | FO       | Ferdi Kadioglu     |
| 25  | Paraguay | MI       | Diego Gómez        |
| 26  | Sverige  | MI       | Yasin Ayari        |
| 27  | Holland  | MI       | Mats Wieffer       |
| 29  | Holland  | FO       | Jan Paul Van Hecke |
| 30  | Ecuador  | FO       | Pervis Estupiñán   |
| 33  | Danmark  | MI       | Matt O'Riley       |
| 34  | Holland  | FO       | Joël Veltman       |
| 37  | Canada   | MM       | Tom McGill         |
| 39  | England  | MM       | Carl Rushworth     |
| 41  | England  | MI       | Jack Hinshelwood   |

### Udlånt
| Nr. | Land      | Position | Spiller                                            |
| --- | --------- | -------- | -------------------------------------------------- |
| 10  | Paraguay  | AN       | Julio Enciso (Udlånt til Ipswich Town F.C.)        |
| 16  | Ecuador   | MI       | Jeremy Sarmiento (Udlånt til Burnley F.C.)         |
| 19  | Argentina | FO       | Valentin Barco (Udlånt til Racing Club Strasbourg) |
| 28  | Irland    | AN       | Evan Ferguson (Udlånt til West Ham United F.C.)    |
| 31  | Senegal   | MI       | Abdallah Sima (Udlånt til Stade Brestois 29)       |
| 36  | Irland    | MI       | Andrew Moran (Udlånt til Stoke City F.C.)          |

| Nr. | Land       | Position | Spiller                                                  |
| --- | ---------- | -------- | -------------------------------------------------------- |
| 40  | Mali       | MI       | Malick Yalcouyé (Udlånt til SK Sturm Graz)               |
| —   | Holland    | MM       | Kjell Scherpen (Udlånt til SK Sturm Graz)                |
| —   | Argentina  | MI       | Facundo Buonanotte (Udlånt til Leicester City F.C.)      |
| —   | England    | MI       | Amario Cozier-Duberry (Udlånt til Blackburn Rovers F.C.) |
| —   | Ghana      | MI       | Ibrahim Osman (Udlånt til Feyenoord)                     |
| —   | Grækenland | AN       | Stefanos Tzimas (Udlånt til 1. FC Nürnberg)              |